# Тейлор, Сьюзан
Сьюзан Тейлор (Susan S. Taylor; род. 1942, Расин, Висконсин) — американский биохимик, специалист по протеомике, исследовательница протеинкиназ, в частности ПКА.
Член Национальных Академии наук (1997) и Медицинской академии (1997) США, доктор философии (1968), профессор Калифорнийского университета в Сан-Диего, где трудится уже около полувека — с 1972 года, исследователь Медицинского института Говарда Хьюза (с 1997), старший фелло San Diego Supercomputer Center.

## Биография
В детстве хотела стать врачом.
Окончила Висконсинский университет в Мадисоне (бакалавр химии, 1964). В 1968 году в Университете Джонса Хопкинса получила степень доктора философии по физиологической химии. Являлась постдоком в Кембридже (Англия), именно там начала исследовать белки. Занималась в Laboratory of Molecular Biology у Brian S. Hartley (1969—1970), а затем — у Nathan O. Kaplan в Калифорнийском университете в Сан-Диего (1971—1972), куда устроится в штат. Там с 1972 г. ассистент-профессор, с 1979 г. ассоциированный профессор, с 1985 г. полный профессор.
Сотрудничала с Роджером Тсиеном.
В ?1994-1997 гг. президент American Society for Biochemistry and Molecular Biology.
Член Американской академии искусств и наук (1992), фелло Американской ассоциации содействия развитию науки (2008) и Национальной академии изобретателей США (2018).
Член Совета НАН США (2010—2013).
Замужем, трое детей.
Автор трёх патентов.

## Награды и отличия
- Pharmacology Krebs Lecture, Вашингтонский университет (1995)
- National Institutes of Health MERIT Award[англ.] (1996—2006)
- Garvan–Olin Medal[англ.] (2001)
- William C. Rose Award[англ.] (2007)
- Vanderbilt Prize in Biomedical Sciences (2009)
- FASEB Excellence in Science Award[англ.] (2010)
- Paul Doty Lecture, Гарвард (2010)
- Bard Lecture, Университет Джонса Хопкинса (2011)
- Centenary Award, Британское биохимическое общество (2014)
- UCSD Chancellor’s Associates Faculty Exellence Award (2014)[5]
- Earl and Thressa Stadtman Distinguished Scientist Award (2017)